# 山崎聡弘
山嵜 聡弘（やまざき さとひろ、本名同じ、1969年8月1日 - ）はプレステージ所属の俳優。東京都出身。身長180cm・体重67kg。

## 出演

### 舞台
- 真夜中のパーティ

### 映画
- 風の子供のように

### ドラマ
- 年末時代劇スペシャル「白虎隊」（1986年、NTV） - 白虎隊隊士・井深茂太郎
- 連続テレビ小説「かりん」 - 北川正郎
- 裸の大将 第77話「フグと清と鉄人と」（1996年1月7日、関西テレビ）
- はぐれ刑事純情派
- ありふれた奇跡

### CM
- アクサダイレクト
- ケンタッキーフライドチキン
- ナショナル・エアコンスクロール
- AEON・ジャスコ
- JR西日本